# Мімі Ндівені
Мімі Ндівені (англ. Mimi Ndiweni, нар. 31 серпня 1991) — британська актриса, найвідоміша тим, що зіграла Тіллі Броклесс у телесеріалі «Містер Селфрідж» та Естер/Джекасаї в сценічній постановці «Конверт» в театрі «Гейт» у Лондоні . Вона також знялася у фільмах «Попелюшка» та «Легенда про Тарзана».
Вона виграла премію Spotlight («Прожектор») у 2013 році та продовжила працювати в Королівській компанії Шекспіра після закінчення Королівського валлійського коледжу музики та драми.

## Ранні роки
Мімі виросла в Гілфорді, Суррей і почала виступати підлітком, приєднавшись до студії Івонн Арно Мілл Стріт, коли вона навчалася в середній школі. Згодом вона вчилася у Королівському валлійському коледжі музики та драми в Кардіффі.
У жовтні 2018 року Netflix оголосив, що Мімі Ндівені буде грати роль Фрінґілли Віго у «Відьмаку».

## Фільмографія

### Фільми
| Рік  | Назва                      | Роль |
| ---- | -------------------------- | ---- |
| 2015 | «Попелюшка»                |      |
| 2016 | «Легенда про Тарзана»      | Еше  |
| 2016 | «Останній вбивця драконів» |      |

### Телесеріали
| Рік  | Назва              | Роль           | Примітки                  |
| ---- | ------------------ | -------------- | ------------------------- |
| 2016 | Містер Селфрідж    | Тіллі Броклесс | 8 Епізоди, серія 4        |
| 2016 | Yonderland         | Келлі          |                           |
| 2017 | Доктор Хто         | Еббі           | Епізод «Кисень», серія 10 |
| 2017 | Rellik             | Андреа Рід     | 3 епізоди, серія 1        |
| 2018 | Чорноземний підйом | Марія Мунданзі | 2 епізоди, серія 1        |
| 2019 | Відьмак            | Фрінгілла      | 7 епізодів                |